# Satanic Warmaster
Satanic Warmaster (англ. Сатанинский военачальник) — финская блэк-метал-группа.

## История
В 1999 году вокалист коллектива Horna Лаури Пенттила, известный также под псевдонимами Satanic Tyrant Werwolf и Nazgul, основал собственный сольный проект Satanic Warmaster. Первоначально он совмещал участие в Horna с работой над собственным материалом и выпустил три демозаписи в 1999—2000 годах, но в 2001 году решил окончательно сосредоточиться на сольной карьере.
С самого начала мультиинструменталист Werwolf был единственным участником группы, однако для студийной работы и концертных выступлений он периодически привлекал сессионных музыкантов. С 2001 по 2010 годы Satanic Warmaster выпустил четыре студийных альбома и два концертных. Также отдельные песни появлялись в различных жанровых компиляциях. В конце 2013 года Satanic Warmaster впервые согласились о выступлении на территории РФ.

## Тематика и идеология
По словам самого Лаури Пенттилы, основные темы, которые находят отражение в его творчестве — сатанизм и «война, которая должна вестись для достижения цели». Кроме того, в его лирике присутствуют фольклорные мотивы.
После совместного турне с группами Absurd и Der Stürmer, исполняющими национал-социалистический блэк-метал, многие критики начали причислять Satanic Warmaster к представителям этого поджанра. Сам Лаури Пенттила, признававшийся в антисемитизме, антиамериканизме и определённой симпатии к нацистской Германии, однако, опроверг это мнение. По его словам, его личная позиция не подпадает под определение национал-социализма, а использование блэк-металлическими группами нацистской символики он рассматривает скорее как форму эпатирования публики, чем как выражение политических воззрений.

## Участники

### Нынешний состав
- Werwolf (Лаури Пенттила) — вокал, все инструменты (1998-н.в.)

### Бывшие участники
- Lord War Torech — гитары (2000—2005)

### Концертные участники
- Vholm — ударные
- Pete Talker — бас-гитара
- Fyrdkal — гитары

### Сессионные участники
- Lord Sargofagian — ударные
- Nigrantium — ударные
- T. H. — гитары

## Дискография

### Студийные альбомы и EP
- 2001 — Strength and Honour
- 2002 — Black Katharsis
- 2003 — Opferblut[2]
- 2004 — …Of the Night[3]
- 2005 — Carelian Satanist Madness
- 2007 — Revelation
- 2010 — Nachzehrer[4]
- 2010 — Ondskapens Makt / Forgotten Graves
- 2011 — Winter’s Hunger / Torches
- 2012 — In Eternal Fire / Ghost Wolves
- 2014 — Fimbulwinter
- 2022 — Aamongandr
- 2024 — Exultation of Cruelty

### Концертные альбомы
- 2007 — Black Metal Massacre Live
- 2007 — Werewolf Hate Attack
- 2014 — Death Live 2012

### Прочие релизы
- 2000 — Bloody Ritual (демо)
- 2004 — Satanic Warmaster/Clandestine Blaze (сплит)[5]
- 2005 — Black Metal Kommando / Gas Chamber (сборник)
- 2008 — Revelation …of the Night (сборник)
- 2010 — We Are the Worms that Crawl on the Broken Wings of an Angel (сборник)
- 2014 — Luciferian Torches (сборник)